# Хевіленд Морріс
Хевіланд Морріс (англ. Haviland Morris; 14 вересня 1959) — американська акторка, відома ролями у фільмах, на телебаченні та на Бродвеї. Найбільшу популярність здобула завдяки ролі Керолайн Малфорд у стрічці "Шістнадцять свічок". Наразі вона працює в сфері нерухомості.

## Раннє та особисте життя
Народилася в Лок-Арборі, штат Нью-Джерсі, і значну частину свого дитинства провела в Гонконзі та Сінгапурі. Її батько працював у сфері електроніки. Морріс вивчала акторську майстерність у Коледжі Перчейз, який закінчила у 1982 році. Вона також була однокурсницею Стенлі Туччі.
Морріс одружена з Робертом Скором. У них є донька Фейт 1991 року народження та син Генрі 2000 року народження. Зараз вона працює ліцензованим помічником-брокером з нерухомості, але час від часу з’являється на телебаченні.

## Кар'єра
Хевіленд Морріс найбільше відома своєю роллю Керолайн Малфорд у фільмі "Шістнадцять свічок". Вона також знялася у стрічках "Хто ця дівчина" з Мадонною (1987) і "Гремліни 2" (1990).  
У 1997 році Морріс зіграла Карен Прюітт у фільмі "Сам удома 3", а з 2001 по 2003 рік виконувала роль доктора Клер Бакстер у серіалі "Одне життя, щоб жити". Вона також озвучила Мішель Пейн у популярній відеогрі "Max Payne". Морріс з'являлася у трьох серіалах із франшизи "Закон і порядок", а також у "Секс і місто" та інших шоу. У 2007 році вона взяла участь у незалежному фільмі "Cherry Crush". У 2008 році з'явилася в кількох епізодах серіалу "Школа виживання" у ролі консультанта.  
У 2023 році Морріс повернулася до франшизи "Гремліни", зігравши другорядну роль у серіалі "Гремліни: Таємниці Могвая".

## Фільмографія

### Фільми
| Рік  | Назва               | Оригінальна назва         | Роль             |
| ---- | ------------------- | ------------------------- | ---------------- |
| 1984 | Нерозважливо        | Reckless                  | Мері Пет Сайкс   |
| 1984 | Шістнадцять свічок  | Sixteen Candles           | Керолайн Малфорд |
| 1987 | Хто ця дівчина?     | Who's That Girl           | Венді Вортінгтон |
| 1990 | Любов або гроші     | Love or Money             | Дженніфер Рід    |
| 1990 | Шок для системи     | A Shock to the System     | Тара Лістон      |
| 1990 | Гремліни 2          | Gremlins 2: The New Batch | Марла Бладстоун  |
| 1997 | Сам удома 3         | Home Alone 3              | Карен Пруїтт     |
| 2003 | Рік                 | Rick                      | Джен             |
| 2005 | Бакстер             | The Baxter                | Кейт Льюїс       |
| 2007 | Джошуа              | Joshua                    | Монік Абернаті   |
| 2007 | Вишневий дроблення  | Cherry Crush              | Джулія Веллс     |
| 2009 | Адам                | Adam                      | Лура             |
| 2010 | Бойова риба         | Fighting Fish             | Люсі             |
| 2011 | Палаючий синій      | Burning Blue              | Ґрейс Лінч       |
| 2011 | Oka!                | Oka!                      | Лідія Блейк      |
| 2012 | Джек і Діана        | Jack & Diane              | Мама Джека       |
| 2012 | Нус Йорк            | Nous York                 | Місіс Джонс      |
| 2012 | Північний Великдень | Nor'easter                | Еллен Ґрін       |
| 2013 | Палаючий синій      | Burning Blue              | Ґрейс Лінч       |
| 2016 | Краще неодруженим   | Better Off Single         | Мама Анжели      |

### Телебачення
| Рік       | Назва                                 | Оригінальна назва                             | Роль                              | Примітки              |
| --------- | ------------------------------------- | --------------------------------------------- | --------------------------------- | --------------------- |
| 1985      | Королівський матч                     | Royal Match                                   | С'юзан                            | Телевізійний фільм    |
| 1986      | Джордж Вашингтон II: Формування нації | George Washington II: The Forging of a Nation | Генрієтта Лістон                  | Телевізійний фільм    |
| 1986      | Родинні зв'язки                       | Family Ties                                   | Шерон МакЕлрой                    | 1 епізод              |
| 1988      | Казки з темного боку                  | Tales from the Darkside                       | Сара Макбрайд                     | 1 епізод              |
| 1989      | Чоловіки                              | Men                                           | Петті                             | 1 епізод              |
| 1989–1990 | Американський театр                   | American Playhouse                            | Доді Гріффін Емі-Джой Сестра Кела | 3 епізоди             |
| 1990      | Закон і порядок                       | Law & Order                                   | Поллі Норріс                      | 1 епізод              |
| 1994      | Діагноз: Вбивство                     | Diagnosis: Murder                             | Шанда                             | 1 епізод              |
| 1995      | Новини Нью-Йорка                      | New York News                                 | Мей Мартін                        | 1 епізод              |
| 1996      | Прогулянка мерця                      | Dead Man's Walk                               | Леді Люсінда Кері                 | Міні серіал 3 епізоди |
| 1996      | Іноземці в родині                     | Aliens in the Family                          | Холлі Тернер Ваттман              | 1 епізод              |
| 1998      | Косбі                                 | Cosby                                         | Дженні                            | 1 епізод              |
| 1998      | Закон і порядок                       | Law & Order                                   | Моллі Кілпатрік                   | 1 епізод              |
| 1998      | Секс і місто                          | Sex and the City                              | Брук                              | 1 епізод              |
| 1999      | Відділ вбивств: Життя на вулиці       | Homicide: Life on the Street                  | Еланор Берк                       | 1 епізод              |
| 2000      | Люди Мейдігана                        | Madigan Men                                   | Мері МакМанус                     | 1 епізод              |
| 2001      | Закон і порядок: Злочинні наміри      | Law & Order: Criminal Intent                  | Карен Коув                        | 1 епізод              |
| 2001–2003 | Одне життя, щоб жити                  | One Life to Live                              | Клер Бакстер                      | 75 епізодів           |
| 2002–2003 | Третя зміна                           | Third Watch                                   | Барбара Кенні Місіс Кенні         | 2 епізоди             |
| 2003      | Закон і порядок: Спеціальний корпус   | Law & Order: Special Victims Unit             | Дон Трент                         | 1 епізод              |
| 2008      | Кентерберійське право                 | Canterbury's Law                              | Енн Метьюз                        | 1 епізод              |
| 2008      | Школа виживання                       | One Tree Hill                                 | Олівія                            | 3 епізоди             |
| 2009      | Закон і порядок: Злочинні наміри      | Law & Order: Criminal Intent                  | Місіс Веллслі                     | 1 епізод              |
| 2009      | Армійські дружини                     | Army Wives                                    | Доктор Мелінда Джерніган          | 1 епізод              |
| 2010      | Як обертається світ                   | As the World Turns                            | Бріджит Лоусон                    | 3 епізоди             |
| 2012      | Гарна дружина                         | The Good Wife                                 | Джоді Вон                         | 1 епізод              |
| 2014      | Блакитна кров                         | Blue Bloods                                   | Лоррейн Томлін                    | 1 епізод              |
| 2016      | Елементарно                           | Elementary                                    | Доктор Джейн Мортимер             | 1 епізод              |
| 2016      | Куоррі                                | Quarry                                        | С'юзан                            | 2 епізоди             |
| 2019      | Місто на пагорбі                      | City on a Hill                                | Кейт Саутворт                     | 1 епізод              |
| 2022      | Метод Булла                           | Bull                                          | Доктор Адрієнн Корбетт            | 1 епізод              |
| 2023      | Гремліни                              | Gremlins                                      | Теодора                           |                       |

### Інші роботи
| Рік  | Назва             | Оригінальна назва | Роль        | Примітки               |
| ---- | ----------------- | ----------------- | ----------- | ---------------------- |
| 1993 | Таємна вечеря     | The Last Supper   | Оболонка    | Короткометражний фільм |
| 1996 | Дорогий щоденнику | Dear Diary        | Крісті      | Короткометражний фільм |
| 2001 | Max Payne         | Max Payne         | Мішель Пейн | Голос відеогра         |